# Edmondo Fabbri
Edmondo Fabbri (* 16. November 1921 in Castel Bolognese (RA); † 8. Juli 1995 in Castel San Pietro Terme (BO)) war ein italienischer Fußballspieler und -trainer. Von 1962 bis 1966 trainierte er die italienische Nationalmannschaft.

## Karriere als Spieler
Er begann seine Fußballkarriere 1938 beim unterklassigen Verein Imolese in Imola und wechselte ein Jahr später zum Forlì FC in die drittklassige Serie C, mit dem er den vierten Platz erreichte. Von 1940 bis 1942 spielte er für zwei Spielzeiten mit Atalanta Bergamo in der Serie A (6.r und 13. Platz, 51 Spiele, 12 Tore), um dann in der Saison 1942/43 für Ambrosiana Inter aufzulaufen. Mit Inter erreichte er den vierten Platz in der letzten Vorkriegsmeisterschaft und erzielte in 17 Spielen sechs Tore. In der Kriegspause spielte er mit Faenza Calcio in regionalen Wettbewerben, um danach nach Mailand zurückzukehren. In der damals zweigeteilten Divisione Nazionale Campionato Alta Italia Serie A 1945/46 erzielte er in 30 Spielen sechs Tore für Ambrosiana-Inter, die Mannschaft wurde in der Gesamttabelle Vierter. Zur ersten eingleisigen Nachkriegsmeisterschaft der Serie A 1946/47 wechselte er zum frisch fusionierten Team von Sampdoria Genua, mit denen er den 10. Platz erreichte und in 30 Spielen dreimal traf. Für die folgenden drei Spielzeiten kehrte er zu Atalanta Bergamo zurück, die sich als Fünfter, 16. und Achter platzierten. Bei seinem zweiten Engagement in Bergamo erzielte er insgesamt 18 Tore in 77 Spielen. Die Saison 1950/51 verbrachte er in der Serie B bei Brescia Calcio (9. Platz, 26 Spiele, 4 Tore). Die folgenden vier Spielzeiten lief er für den AC Parma auf, die ersten drei davon in der Serie C. Nach dem Gewinn der Meisterschaft in der Serie C 1953/54 verbrachte er noch ein Jahr mit Parma in der Serie B (9. Platz, 8 Spiele, kein Tor). Seine aktive Spielerkarriere ließ er von 1955 bis 1957 bei der viertklassigen AC Mantua in der IV Serie ausklingen.

## Karriere als Trainer
Ebenfalls bei der AC Mantua begann er 1957 seine Karriere als Fußballtrainer und führte die Mannschaft sofort als Tabellen-Erster in die Serie C. In seiner zweiten Trainersaison 1958/59 gelang ihm der direkte Durchmarsch, wiederum als Tabellen-Erster, in die Serie B. Nach einem fünften Platz gelang 1961 der Aufstieg als Tabellen-Zweiter in die Serie A. Dort erreichte die Mannschaft 1961/62 in der letzten Saison unter Fabbri den neunten Platz. 1962 erhielt er die Trainerauszeichnung Seminatore d’oro der Federazione Italiana Giuoco Calcio zugesprochen.
Nach dem Scheitern in der Vorrunde der Fußball-Weltmeisterschaft 1962 in Chile übernahm er die Italienische Fußballnationalmannschaft von Paolo Mazza. Sein Debüt als Nationaltrainer fand am 11. November 1962 in Wien beim Freundschaftsspiel gegen Österreich statt, welches Italien mit 2:1 gewann. In der Qualifikation zur Fußball-Europameisterschaft 1964 scheiterte die Mannschaft im Achtelfinale mit 0:2 und 1:1 an der Fußballnationalmannschaft der UdSSR. Bei der Qualifikation zur Fußball-Weltmeisterschaft 1966 in England setzte sich die Mannschaft Italiens dagegen als Gruppen-Erster durch, scheiterte allerdings bereits in der Vorrunde durch ein 0:1 im letzten Gruppenspiel an Nordkorea. Nach der WM wurde er durch Ferruccio Valcareggi ersetzt. In 29 Spielen als Verantwortlicher der Nationalmannschaft Italiens erreichte er 18 Siege, sechs Unentschieden und fünf Niederlagen.
Von 1967 bis 1969 trainierte er die Mannschaft vom FC Turin, mit der er in der Serie A den fünften und sechsten Platz belegte und 1968 den Coppa Italia gewann. Im darauf folgenden Europapokal der Pokalsieger 1968/69 verlor Turin die Viertelfinalspiele gegen den späteren Sieger ŠK Slovan Bratislava. 1969 wechselte er zum Ligakonkurrenten FC Bologna und gewann in seiner ersten Saison in Bologna ebenfalls den Coppa Italia. Im Europapokal der Pokalsieger 1970/71 scheiterte Bologna in der ersten Runde am Frankfurter FC Viktoria nach zwei Unentschieden durch die Auswärtstorregel. Das Team platzierte sich in der Serie A auf dem zehnten, fünften und elften Tabellenplatz. Zur Saison 1972/73 übernahm er Cagliari Calcio und führte sie auf den achten Platz, im UEFA-Pokal scheiterte man in der ersten Runde an Olympiakos Piräus. Danach kehrt er für ein Jahr zum FC Turin zurück und erreichte den sechsten Platz in der Serie A, im UEFA-Pokal 1974/75 unterlag man Fortuna Düsseldorf bereits in der ersten Runde. 1976 trainierte er Ternana Calcio aus Terni in der Serie B. Seine letzte Trainerstation war 1981/82 der AC Pistoiese, den er in seiner bislang einzigen Serie-A-Saison betreute.

## Erfolge
- Italiens Trainer des Jahres: 1962
- Italienischer Pokalsieger: 1967/68, 1969/70